# Stratocumulus castellanus

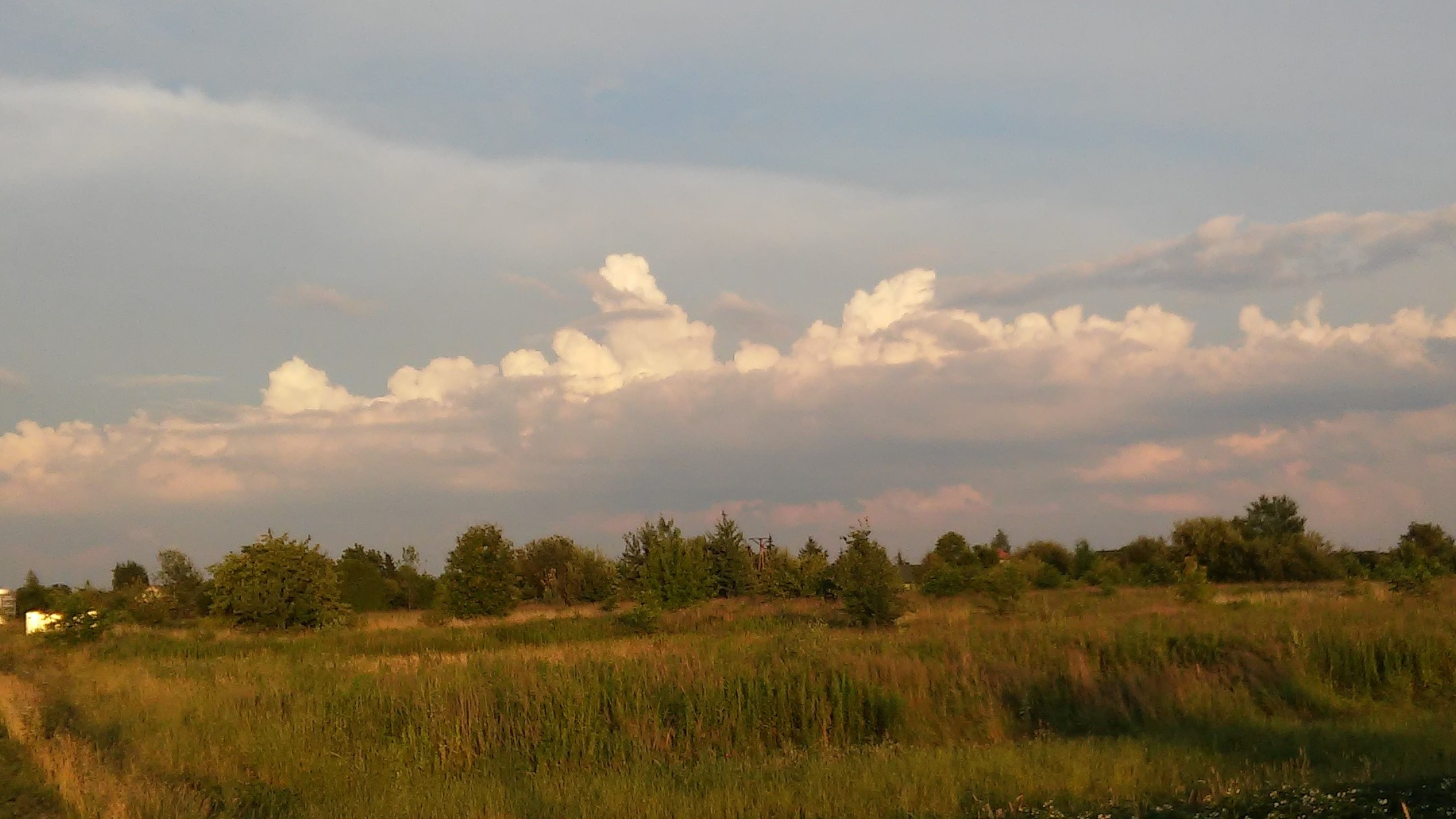
Stratocumulus castellanus

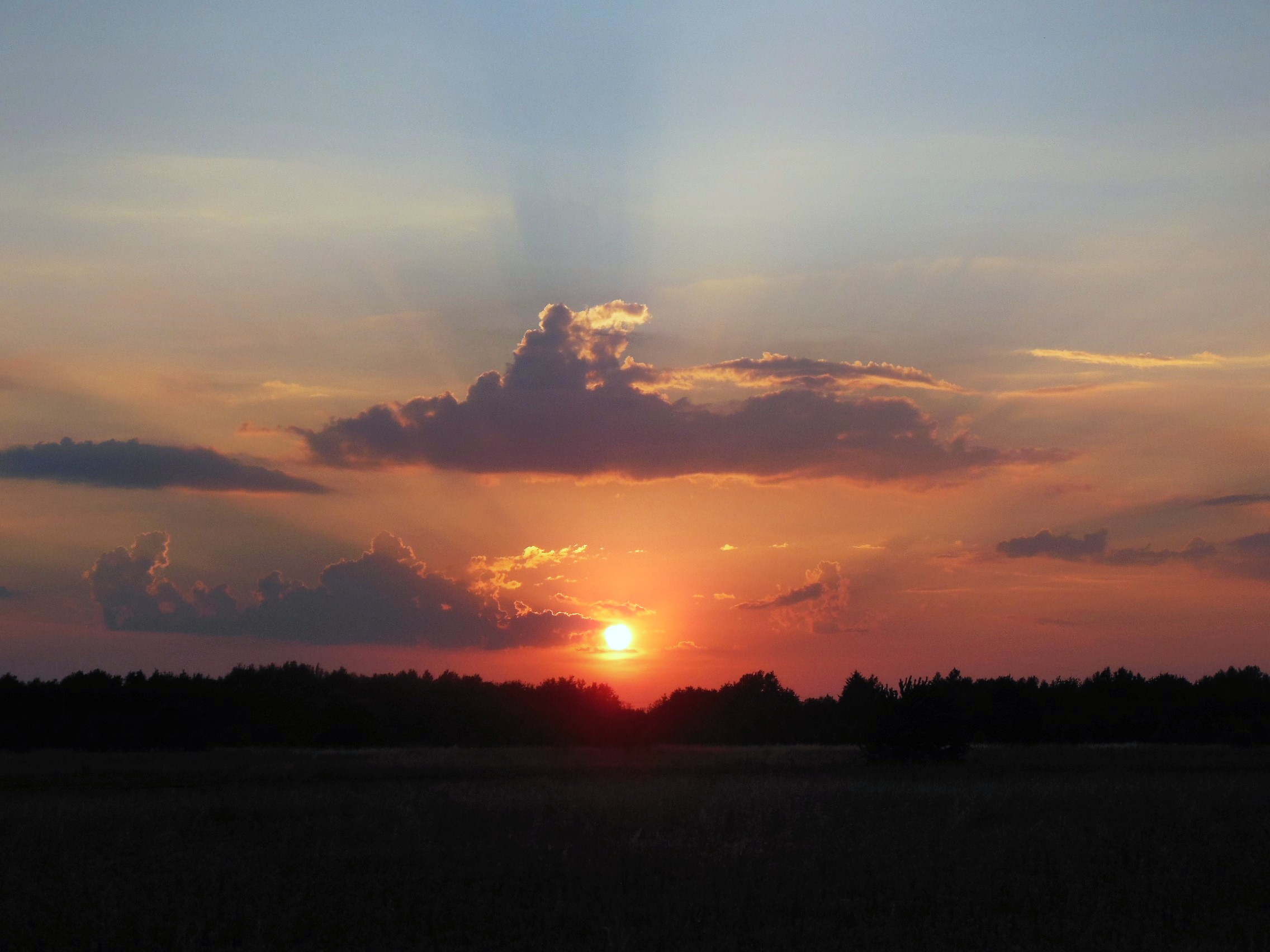
Stratocumulus castellanus na tle zachodzącego słońca

Stratocumulus castellanus – gatunek chmur Stratocumulus. Ma on postać wyrastających z poziomej warstwy wieżyczek. Jeśli konwekcja utrzymuje się, wieżyczki wypiętrzają się tworząc chmury Cumulus congestus, a te potrafią przekształcić się nawet w chmury Cumulonimbus. Gdy napotkają warstwę inwersyjną przeobrażają się w Stratocumulus cumulogenitus. Jeśli Stratocumulus castellanus rozwiną się, możliwy jest słaby, przelotny opad.